# Championnats du monde d'athlétisme en salle 1987
Navigation
- 1985
- 1987
- 1989
- 1991
- 1993
- 1995
- 1997
- 1999
- 2001
- 2003
- 2004
- 2006
- 2008
- 2010
- 2012
- 2014
- 2016
- 2018
- 2022
- 2024
- 2025

Les 1ers championnats du monde d'athlétisme en salle ont eu lieu du 6 au 8 mars 1987 à l'Hoosier Dome d'Indianapolis. Précédemment ces championnats s'appelaient Jeux mondiaux en salle (World Indoor Games) et ont eu lieu une seule fois à Paris avant de changer de nom. 402 athlètes issus de 84 pays ont pris part aux 24 épreuves du programme (13 masculines et 11 féminines).

## Faits marquants
Étant donc les deuxièmes championnats de ce type, un grand nombre de records de ces championnats a été battus, toutes les épreuves féminines ont eu de nouveaux records. L'Est-allemande Heike Drechsler remporte deux médailles d'or sur 200 m et au saut en longueur. Le Canadien Ben Johnson remporte le 60 m plat en établissant un nouveau record du monde, mais il est destitué de son titre et de son record l'année suivante après avoir été convaincu de dopage. La médaille d'or revient finalement à l'Américain Lee McRae, deuxième de l'épreuve.

## Résultats

### Hommes
| Épreuves         | Or                                            | Argent                                  | Bronze                             |
| 60 m             | Lee McRae (USA) 6 s 50 (RC)                   | Mark Witherspoon (USA) 6 s 54           | Pierfrancesco Pavoni (ITA) 6 s 59  |
| 200 m            | Kirk Baptiste (USA) 20 s 73 (RC)              | Bruno Marie-Rose (FRA) 20 s 89          | Robson da Silva (BRA) 20 s 92      |
| 400 m            | Antonio McKay (USA) 45 s 98                   | Roberto Hernández (CUB) 46 s 09         | Michael Franks (USA) 46 s 19       |
| 800 m            | José Luiz Barbosa (BRA) 1 min 47 s 49         | Vladimir Graudyn (URS) 1 min 47 s 68    | Faouzi Lahbi (MAR) 1 min 47 s 79   |
| 1 500 m          | Marcus O'Sullivan (IRL) 3 min 39 s 04 (RC)    | José Manuel Abascal (ESP) 3 min 39 s 13 | Han Kulker (NED) 3 min 39 s 51     |
| 3 000 m          | Frank O'Mara (IRL) 8 min 03 s 32              | Paul Donovan (IRL) 8 min 03 s 39        | Terry Brahm (USA) 8 min 03 s 92    |
| 60 m haies       | Tonie Campbell (USA) 7 s 51 (RC)              | Stéphane Caristan (FRA) 7 s 62          | Nigel Walker (GBR) 7 s 66          |
| Saut en hauteur  | Igor Paklin (URS) 2,38 m (RC)                 | Hennadiy Avdyeyenko (URS) 2,38 m        | Ján Zvara (TCH) 2,34 m             |
| Saut à la perche | Sergueï Bubka (URS) 5,85 m (RC)               | Earl Bell (USA) 5,80 m                  | Thierry Vigneron (FRA) 5,80 m      |
| Saut en longueur | Larry Myricks (USA) 8,23 m(RC)                | Paul Emordi (NGA) 8,01 m                | Giovanni Evangelisti (ITA) 8,01 m  |
| Triple saut      | Mike Conley (USA) 17,54 m (RC)                | Oleg Protsenko (URS) 17,26 m            | Frank Rutherford (BAH) 17,02 m     |
| Lancer du poids  | Ulf Timmermann (GDR) 22,24 m (RC)             | Werner Günthör (SUI) 21,61 m            | Sergey Smirnov (URS) 20,67 m       |
| 5 km marche      | Mikhail Shchennikov (URS) 18 min 27 s 79 (RC) | Jozef Pribilinec (TCH) 18 min 27 s 80   | Ernesto Canto (MEX) 18 min 38 s 71 |

### Femmes
| Épreuves         | Or                                          | Argent                                 | Bronze                                |
| 60 m             | Nelli Fiere-Cooman (NED) 7 s 08 (RC)        | Anelia Nuneva (BUL) 7 s 10             | Angela Bailey (CAN) 7 s 12            |
| 200 m            | Heike Drechsler (GDR) 22 s 27 (RC)          | Merlene Ottey (JAM) 22 s 66            | Grace Jackson (JAM) 23 s 21           |
| 400 m            | Sabine Busch (GDR) 51 s 66 (RC)             | Lillie Leatherwood (USA) 52 s 54       | Judit Forgács (HUN) 52 s 68           |
| 800 m            | Christine Wachtel (GDR) 2 min 01 s 32 (RC)  | Gabriela Sedláková (TCH) 2 min 01 s 85 | Lyubov Kiryukhina (URS) 2 min 01 s 98 |
| 1 500 m          | Doina Melinte (ROU) 4 min 05 s 68 (RC)      | Tatyana Dorovskikh (URS) 4 min 07 s 08 | Svetlana Kitova (URS) 4 min 07 s 59   |
| 3 000 m          | Tatyana Dorovskikh (URS) 8 min 46 s 52 (RC) | Olga Bondarenko (URS) 8 min 47 s 08    | Maricica Puica (ROU) 8 min 47 s 92    |
| 60 m haies       | Cornelia Oschkenat (GDR) 7 s 82 (RC)        | Yordanka Donkova (BUL) 7 s 85          | Ginka Zagorcheva (BUL) 7 s 99         |
| Saut en hauteur  | Stefka Kostadinova (BUL) 2,05 m (RC)        | Susanne Beyer (GDR) 2,02 m             | Emilia Dragieva (BUL) 2,00 m          |
| Saut en longueur | Heike Drechsler (GDR) 7,10 m (RC)           | Helga Radtke (GDR) 6,94 m              | Yelena Belevskaya (URS) 6,76 m        |
| Lancer du poids  | Natalya Lisovskaya (URS) 20,52 m (RC)       | Ilona Briesenick (GDR) 20,28 m         | Claudia Losch (FRG) 20,14 m           |
| 3 km marche      | Olga Krishtop (URS) 12 min 05 s 49 (RC)     | Giuliana Salce (ITA) 12 min 36 s 76    | Ann Peel (CAN) 12 min 38 s 97         |

## Tableau des médailles
| Rang | Nation               | Or | Argent | Bronze | Total |
| ---- | -------------------- | -- | ------ | ------ | ----- |
| 1    | Union soviétique     | 6  | 5      | 4      | 15    |
| 2    | États-Unis           | 6  | 3      | 2      | 11    |
| 3    | Allemagne de l'Est   | 6  | 3      | 0      | 9     |
| 4    | Irlande              | 2  | 1      | 0      | 3     |
| 5    | Bulgarie             | 1  | 2      | 2      | 5     |
| 6    | Brésil               | 1  | 0      | 1      | 2     |
| 6    | Pays-Bas             | 1  | 0      | 1      | 2     |
| 6    | Roumanie             | 1  | 0      | 1      | 2     |
| 9    | Tchécoslovaquie      | 0  | 2      | 1      | 3     |
| 9    | France               | 0  | 2      | 1      | 3     |
| 11   | Italie               | 0  | 1      | 2      | 3     |
| 12   | Jamaïque             | 0  | 1      | 1      | 2     |
| 13   | Suisse               | 0  | 1      | 0      | 1     |
| 13   | Espagne              | 0  | 1      | 0      | 1     |
| 13   | Cuba                 | 0  | 1      | 0      | 1     |
| 13   | Nigeria              | 0  | 1      | 0      | 1     |
| 17   | Canada               | 0  | 0      | 2      | 2     |
| 18   | Bahamas              | 0  | 0      | 1      | 1     |
| 18   | Maroc                | 0  | 0      | 1      | 1     |
| 18   | Mexique              | 0  | 0      | 1      | 1     |
| 18   | Allemagne de l'Ouest | 0  | 0      | 1      | 1     |
| 18   | Hongrie              | 0  | 0      | 1      | 1     |
| 18   | Royaume-Uni          | 0  | 0      | 1      | 1     |